# Свевско краљевство
Свевско краљевство или Краљевство Галиција је била држава која је од 409. до 585. године постојала у северозападном делу Иберијског полуострва.

## Историја
Германско племе Свева прешло је Рајну 31. децембра 406. године и ушло у границе Римског царства заједно са Аланима и Вандалима. Године 409. Вандали, Алани и Свеви су се настанили на Иберијском полуострву. Према старом варварском обичају, варвари су коцком поделили Полуострво међу собом. Свеви су заузели западни део провинције Галиције док су источни део заузели Хаздинзи. Године 416. на Иберијско полуострво долазе Визиготи. Под вођством краља Валије, Визиготи су се борили против варварских народа. У сукобу са Визиготима готово у потпуности су уништени Силинзи и део Алана. Римски цар је након двогодишњег рата опозвао Визиготе и дозволио им да се населе у Аквитанији са центром у Тулузу. Преостали Алани придружили су се Хаздинзима и заједно заратили против Свева. Исцрпљени међусобним ратовањем, Алано-Вандали се 429. године, под вођством Гајзериха, селе у северну Африку. Полазећи од Галиције, Свеви су до 456. године освајали нове области. Узрок опадања моћи Свевског краљевства јесте десетогодишњи грађански рат који је избио после смрти краља Реквиарија. Визиготски краљ Теодорик освојио је 455. године Брагу, а следеће године Мериду и Асторгу. Потом се вратио у Галију препуштајући команду својим војсковођама. Свеви су ускоро повратили део територија, али је Теодориков наследник, Еурик, освојио део Галиције, Лузитанију и део Тараконске Шпаније. Након пораза код Вујеа (507), власт Визигота била је ограничена само на територије у Шпанији. Свевско краљевство пружило је подршку Херменегилду, сину и савладару визиготског краља Леовигилда који се побунио против оца. Након освајања Херменегилдове престонице Севиље, Леовигилд је 585. године казнио Свеве одузимањем независности.